# Barnala
Barnala é uma cidade  no distrito de Sangrur, no estado indiano de Punjab.

## Geografia
Barnala está localizada a 30° 23′ N, 75° 33′ L. Tem uma altitude média de 227 metros (744 pés).

## Demografia
Segundo o censo de 2001, Barnala tinha uma população de 96,397 habitantes. Os indivíduos do sexo masculino constituem 54% da população e os do sexo feminino 46%. Barnala tem uma taxa de literacia de 65%, superior à média nacional de 59.5%; com 58% para o sexo masculino e 42% para o sexo feminino. 12% da população está abaixo dos 6 anos de idade.